# ジャン・ヌーヴェル

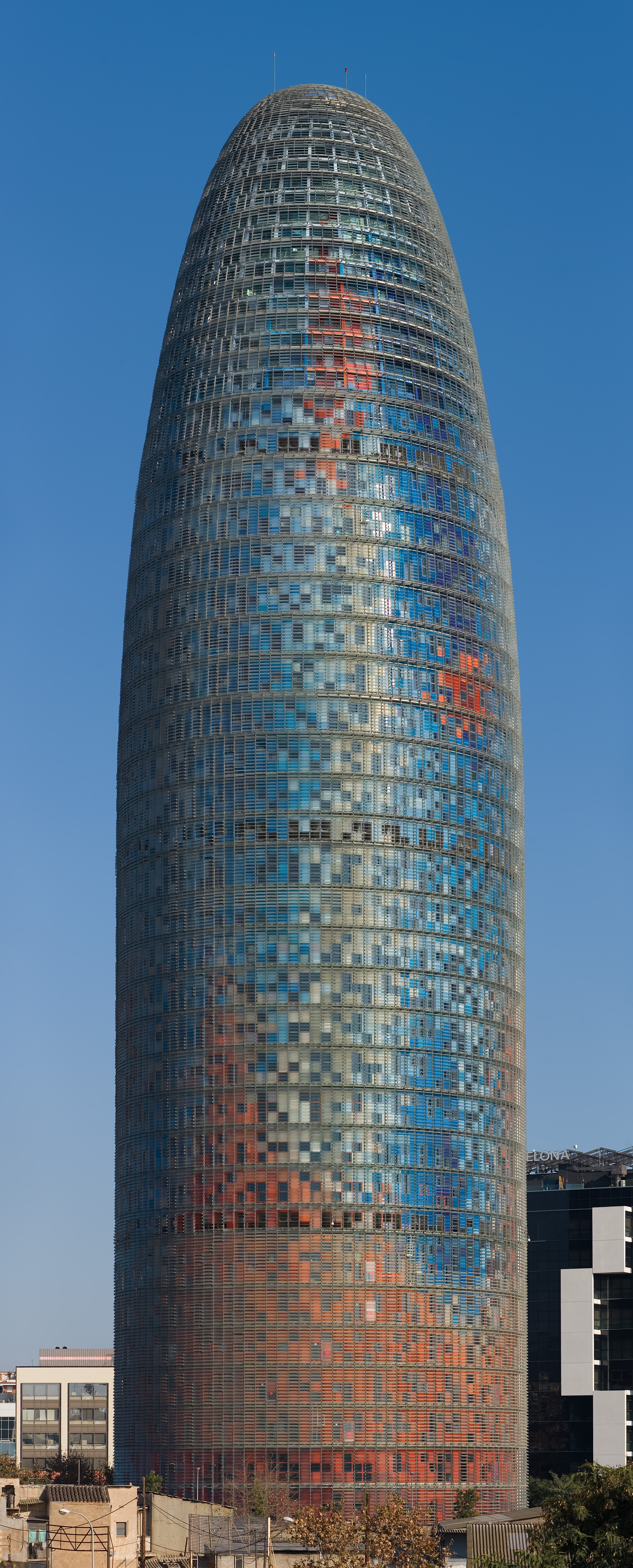
2005年バルセロナにできた水道会社アグバールの超高層ビル、トーレ・アグバール（Torre Agbar）。高さ142m、32階建て

ジャン・ヌーヴェル（Jean Nouvel, 1945年8月12日 - ） は、フランスの建築家。フランスのロット＝エ＝ガロンヌ県フュメル出身。
1987年の『アラブ世界研究所』（パリ5区）設計で脚光を浴びた。ガラスによる建築を得意とし、『カルティエ現代美術財団』（パリ14区）のようにガラス面の光の反射や透過により建物の存在が消えてしまうような「透明な建築」や、多様な種類のガラスを使い独特の存在感を生み出す建築を多く作っている。

## 略歴
パリ・エコール・デ・ボザール卒業。「Mars 1976」「Syndicat de l'Architecture」の創立メンバー。1989年にアガ・カーン賞、2001年に高松宮殿下記念世界文化賞、2008年にプリツカー賞を受賞したほか、建築に関する受賞多数。2005年に、デンマークのルイジアナ近代美術館にて大規模な個展が開かれた。

## 代表作
- 1987年　アラブ世界研究所（フランス・パリ）
- 1990年　「明日のベルリン」（ベルリン）コンペティション応募作品
- 1990年　「セーヌ河流域地区整備計画」（フランス、ナンテール）工場跡地の再開発計画
- 1990年　「セクスティウス・ミラボー地区都市整備計画」（エクス・アン・プロヴァンス）
- 1991年　「Urban Study for Prague, Building, Hedgehog」（プラハ、エマニュエル・カッターニらと）
- 1991年　「Idea for The Heart of Grande City」（ベルリン、エマニュエル・カッターニらと）
- 1991年　「デファンス地区大軸線計画」（パリ、レム・コールハース、ピーター・ウォーカーほかと）
- 1992年　ケルン／ボン国際空港ターミナルビル（ケルン／ボン）
- 1993年　リヨン・オペラハウス改修（フランス・リヨン）
- 1993年　セーヌ河左岸のマスタープラン（フランス・パリ）
- 1994年　カルティエ現代美術財団（フランス・パリ）
- 1994年　ユーラリール・センター
- 1995年　ギャルリー・ラファイエット・ベルリン店（ドイツ・ベルリン）
- 1995年　テンアガ国際公園（クアラルンプール）
- 1999年　ルツェルン文化会議センター（スイス・ルツェルン）
- 2001年　プラハ・アンデル (チェコ・プラハ)
- 2001年　ガゾメーター（ガスタンク）改修プロジェクト（オーストリア・ウィーン）
- 2002年　電通本社ビル（日本・東京汐留）
- 2002年　モラのアルトプラージュ（スイス・モラ）
- 2005年　ソフィア王妃芸術センター新館（スペイン・マドリード）
- 2005年　トーレ・アグバール（アグバール・タワー）（スペイン・バルセロナ）
- 2006年　ケ・ブランリ美術館（フランス・パリ）
- 2010年　サーペンタイン・ギャラリー・パヴィリオン
- 2017年   ルーヴル・アブダビ

## その他
- 新建築住宅設計競技など審査員を歴任。

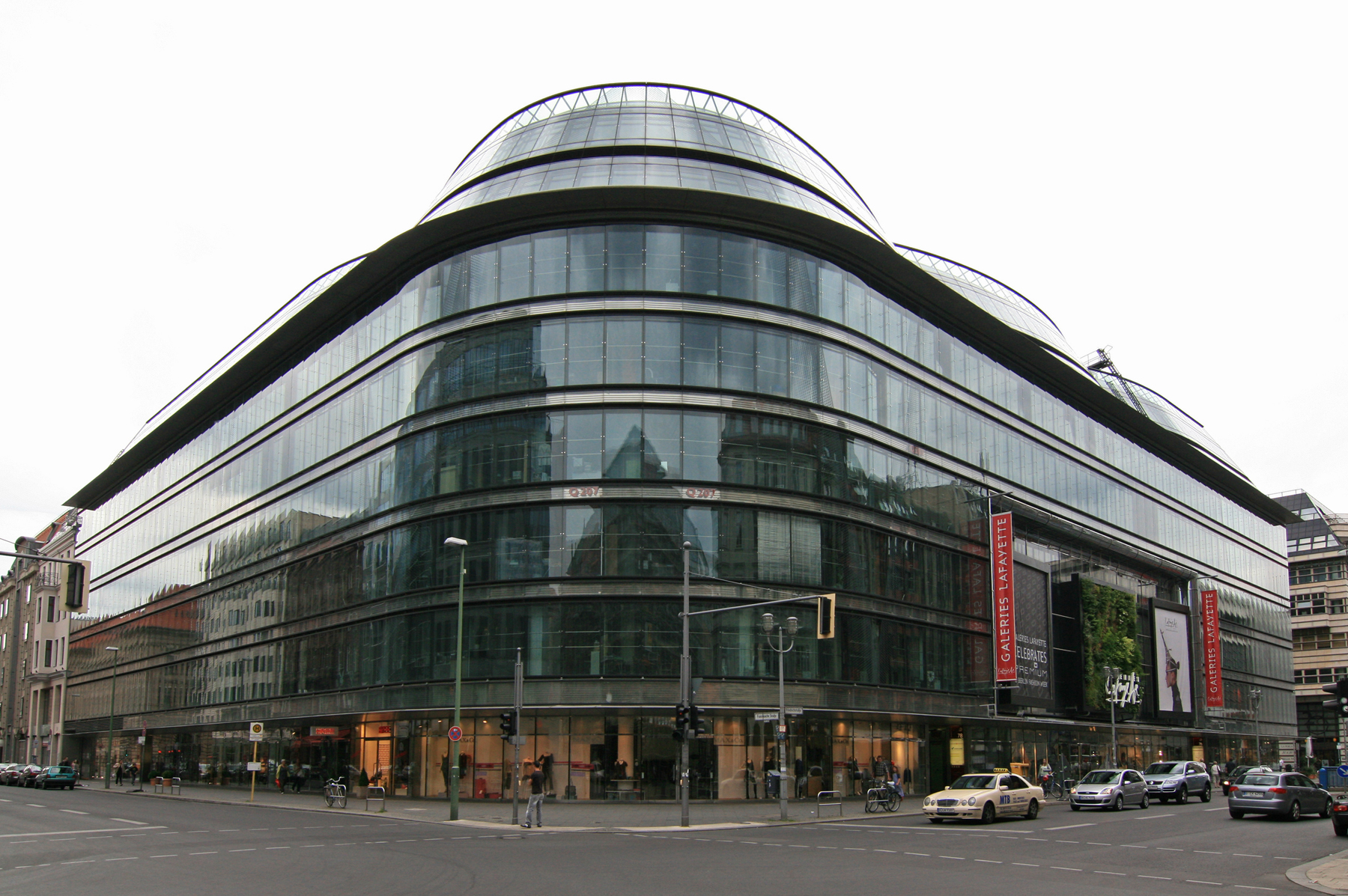
ギャラリー・ラファイエット
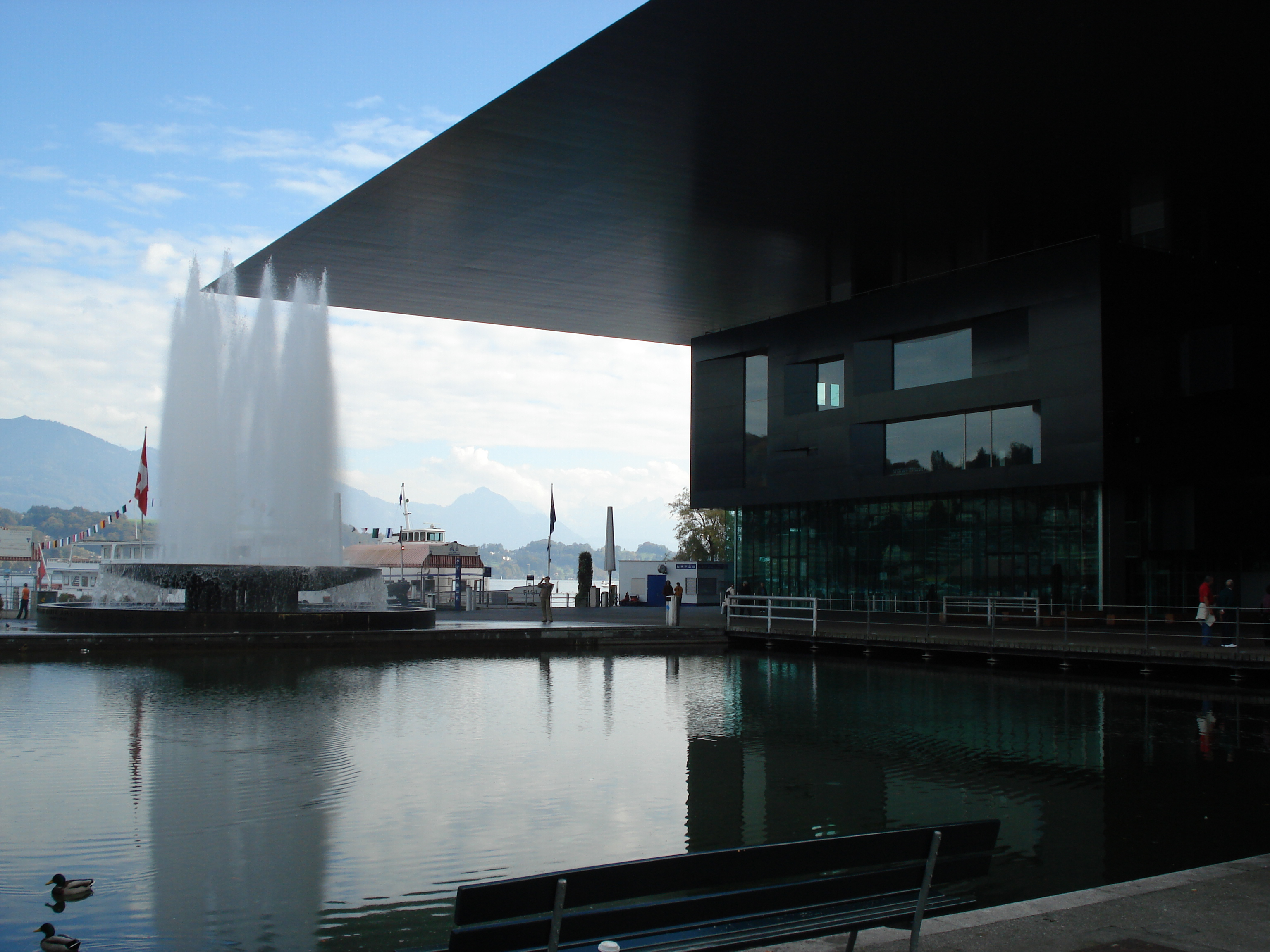
ルツェルン文化会議センター
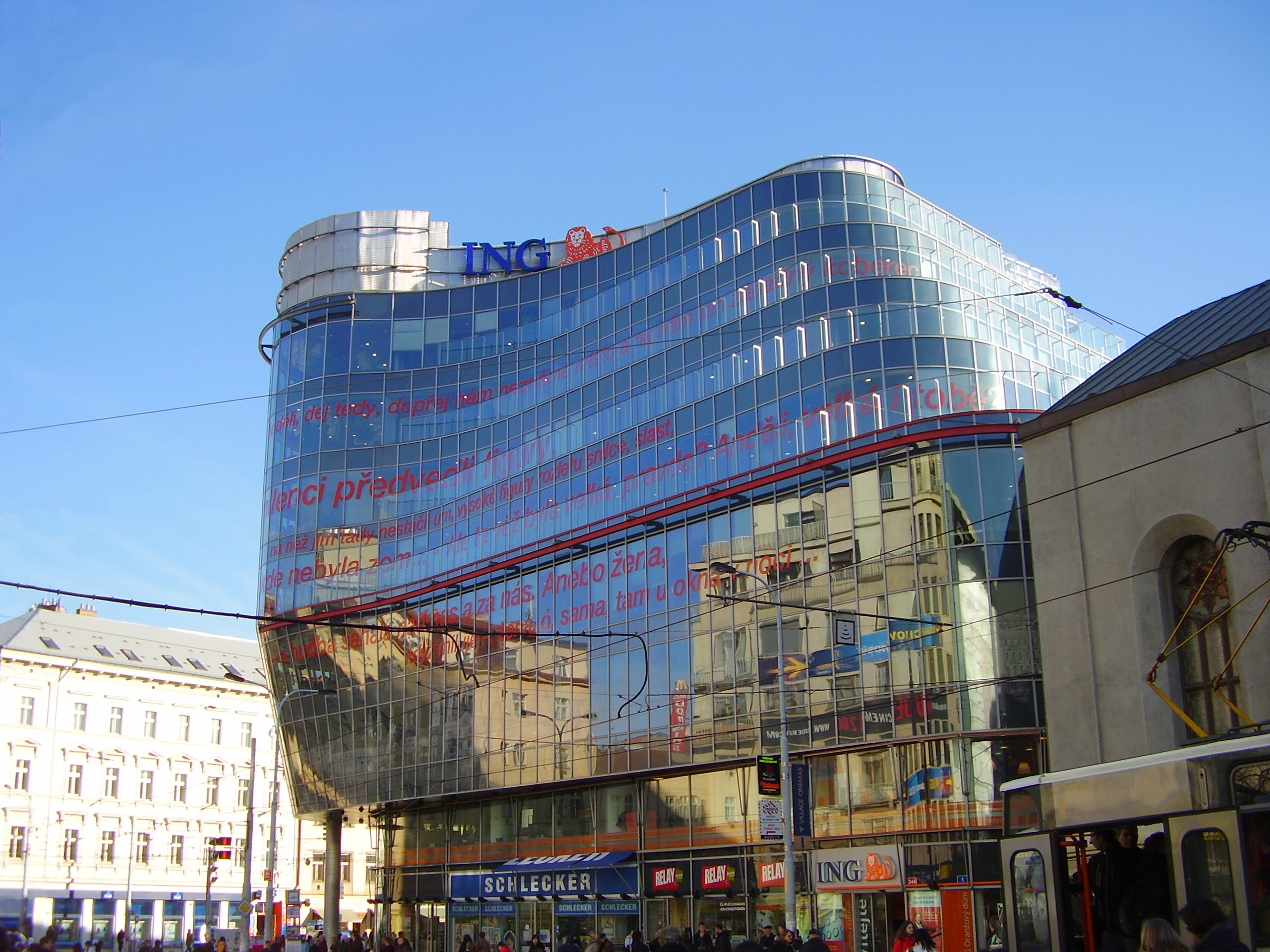
プラハ・アンジェル
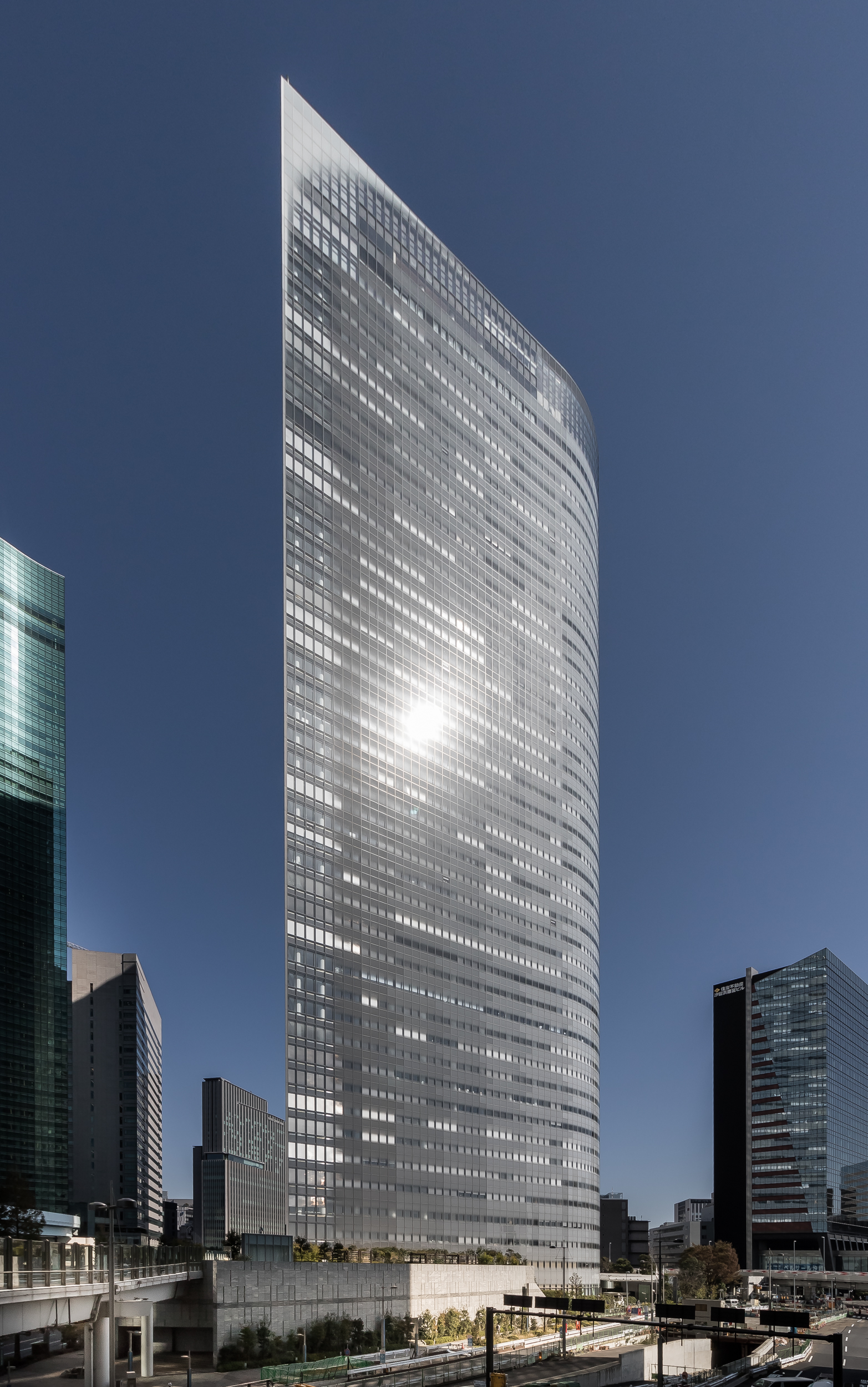
電通本社ビル
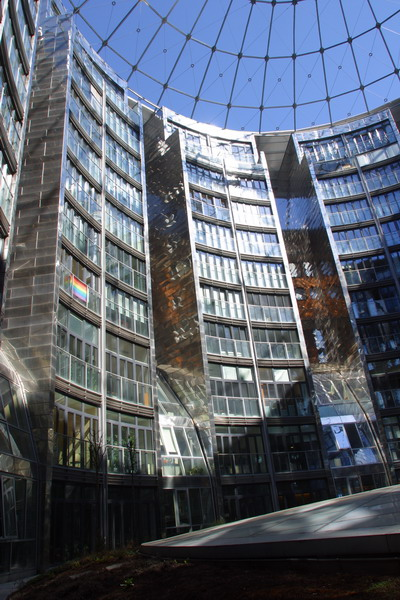
ガゾメーター改修プロジェクト
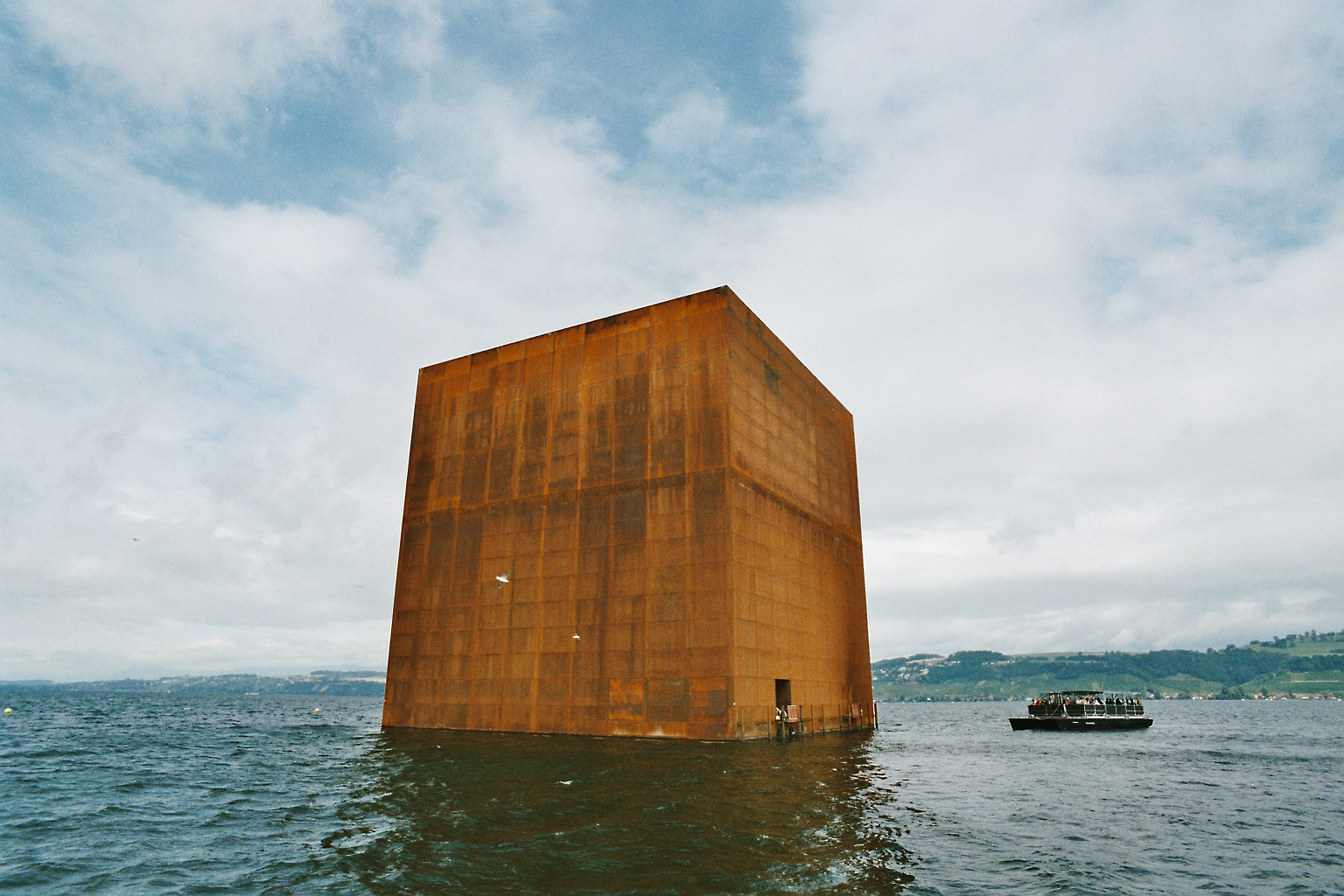
モラのアルトプラージュ
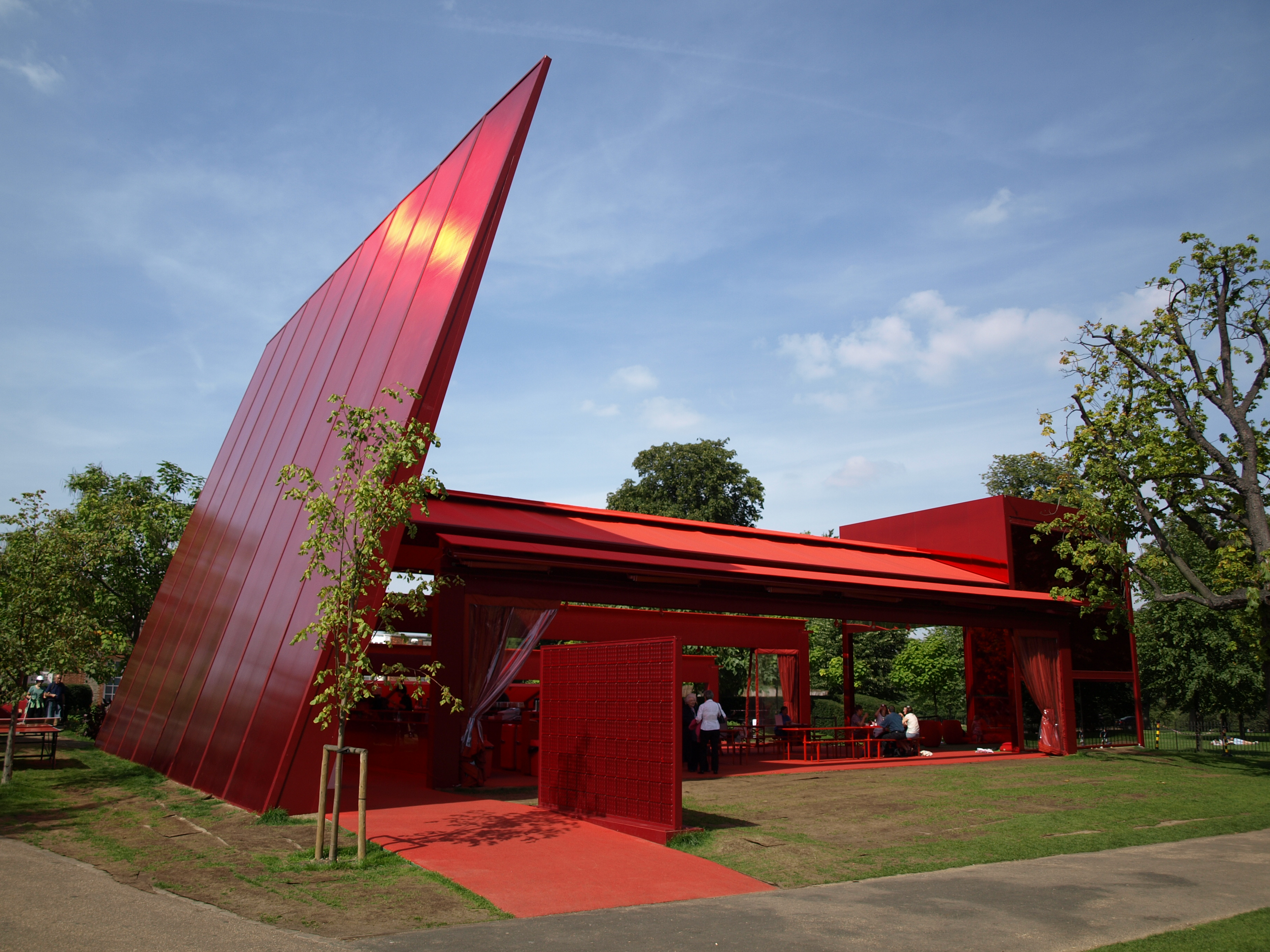
サーペンタイン・ギャラリー・パヴィリオン